# 콩탭 픽
콩탭 픽(2001년 ~ )은 태국의 가수다.

## 방송
- 너의 목소리가 보여 6 (2019)
- PRODUCE X 101 (2019) - 발표순위 50위
- Dare To Love (2021)

## 음반
- 21วัน ทฤษฎีจีบเธอ (Love Theory) (2022)
- 犯傻 (2022)

## 공연
- 2021 서울 타이페스티벌 (2021)